# Emmanuel Le Roy Ladurie
Emmanuel Bernard Le Roy Ladurie (19. července 1929, Les Moutiers-en-Cinglais – 22. listopadu 2023, Les Moutiers-en-Cinglais) byl francouzský historik, jeden z čelných představitelů školy Annales. Ve svých pracích se soustředil především na problematiku rolníků v období pozdního středověku a raného novověku. Je považován za průkopníka mikrohistorie a jeho kniha Montaillou, okcitánská vesnice v letech 1294–1324 (v originále Montaillou, village occitan) je považována za jednu z nejvýznamnějších historiografických prací 20. století.

## Život
Emmanuel Le Roy Ladurie je synem Jacqua Le Roy Ladurie, který působil jako ministr zemědělství v Pétainově vládě. Vystudoval École Normale Supériueure a poté začal vyučovat na lyceu v Montpellier. Do roku 1956 byl členem Komunistické strany Francie. Když se dozvěděl 4. listopadu 1956 ráno z rozhlasu o sovětském vpádu do Maďarska, ještě v pyžamu nasedl na kolo a jel do komunistického sekretariátu vrátit stranickou legitimaci. Od roku 1970 působil na Sorbonně v Paříži. V letech 1987 až 1994 stál v čele Bibliothéque Nationale.
Zemřel 22. listopadu 2023 v rodném městě Moutiers en Cinglais ve věku 94 let.

## Dílo
- Seznam děl v Souborném katalogu ČR, jejichž autorem nebo tématem je Emmanuel Le Roy Ladurie
- Les Paysans de Languedoc (1966)
- Le Territoire de l'Historien Vol. 1 (1973)
- Le Territoire de l'Historien Vol. 2 (1978)
- Montaillou, okcitánská vesnice v letech 1294-1324 (Montaillou, village occitan) (1975)
- Masopust v Romansu. Od Hromnic po Popeleční středu 1579-1580 (Le Carnaval de Romans, 1579-1580) (1980)
- Histoire du Climat depuis l’An Mil (1967, 2. vyd. 1983)
- Histoire du Climat depuis l’An Mil (1983)
- L'Etat royal (1987)
- L'Ancien Regime (1991)
- Le Siècle des Platter (1499-1628), Le mendiant et le professeur (1995)
- Saint-Simon, le systeme de la Cour (1997)
- Histoire de la France des Régions (2001)
- Histoire des paysans français, De la peste noire à la Révolution (2002)
- Histoire humaine et comparée du climat (2004)